# Кутчер, Эштон
Кри́стофер Э́штон Ку́тчер (англ. Christopher Ashton Kutcher [ˈkʊtʃər]; род. 7 февраля 1978, Сидар-Рапидс, Айова, США) — американский актёр, ведущий, продюсер и инвестор.
В СМИ встречается неправильный (не соответствующий произношению) вариант передачи фамилии актёра — Ка́тчер.

## Биография
Кутчер родился в городе Сидар-Рапидс в штате Айова в семье Ларри Кутчера (сотрудника завода по производству различных продуктов «General Mills») и Дайан, в девичестве — Финнеган (англ. Finnegan), работающей на компанию «Procter & Gamble».
Предки матери были ирландцами. Мальчика воспитывали в консервативной семье, исповедовавшей католицизм. У Кутчера есть старшая сестра Тауша, а также брат-близнец Майкл, который пережил операцию по трансплантации сердца ещё в детстве.
Эштон учился в школе Washington High в родном городе, а затем его семья переехала в город Хомстед, где Кутчер продолжил обучение в Clear Creek Amana High. Тогда же будущий актёр принимал участие в школьных постановках.
По признанию Эштона, состояние брата, страдающего от кардиомиопатии, очень угнетало его:

Я не хотел возвращаться домой, где в любую минуту мог узнать, что брату стало хуже… пытался занять себя чем угодно, лишь бы у меня не было времени на размышления о брате.
Оригинальный текст (англ.)I didn't want to come home and find more bad news about my brother... kept myself so busy that I didn't allow myself to feel.

Позже актёр признавался, что совершал тогда попытки самоубийства: в 13 лет он чуть было не спрыгнул с балкона городской больницы — тогда ему помешал отец. Когда мальчику было 16, его родители развелись. Когда он учился в выпускном классе, Эштон ночью вломился в свою школу, собираясь обокрасть её, но его арестовали прямо на месте. Его приговорили к 180 часам исправительных работ и 3 годам лишения свободы условно. По признанию Кутчера, это событие встряхнуло его, когда он потерял любимую девушку и университетскую стипендию. Не говоря уже о том порицании, которым встретило семью Кутчеров их окружение — знакомые и церковь.
В августе 1996 года, Эштон поступил в Айовский университет, по окончании которого должен был стать инженером-биохимиком. Он учился усердно — мотивацией для этого служило желание найти лекарство от болезни брата. Юношу выгнали из общежития, в котором он проживал, за то, что причинял слишком много беспокойств и шума своим соседям.
Эштон однажды сказал: «Тогда я думал, что знаю о жизни всё, но я даже не имел представления о том, что ждёт меня впереди. Я отрывался на вечеринках дни напролёт — просыпаясь утром, я не помнил, что было прошлой ночью. Я просто слетел с катушек. Странно, что я всё ещё жив» (англ. I thought I knew everything but I didn't have a clue. I was partying, and I woke up many mornings not knowing what I had done the night before. I played way too hard. I am amazed I am not dead). Кутчер вступил в мужскую общину «Delta Chi». Чтобы заработать денег, Кутчер подрабатывал летом на заводе «General Mills», а также сдавал кровь. Тогда же его заметили в одном из баров под названием «The Airliner» в Айова-Сити и предложили принять участие в конкурсе моделей «Свежие лица Айовы» (англ. Fresh Faces Of Iowa). Заняв первое место в конкурсе, Эштон бросил колледж и уехал в Нью-Йорк на смотр агентства талантов «International Modeling & Talent Association» («IMTA»). Затем он вернулся в родной город Сидар-Рапидс, перед окончательным переездом в Лос-Анджелес, где он занялся актёрской карьерой.

## Личная жизнь

### Отношения
Какое-то время был в отношениях с Бриттани Мёрфи.
В 2003 году Эштон начал встречаться с актрисой Деми Мур — пара поженилась 24 сентября 2005 года. Разница в возрасте между супругами 15¼ лет. Союз молодожёны скрепили под хупой в стенах каббалистического центра на частной традиционной еврейской церемонии. 17 ноября 2011 года стало известно, что супруги расстались, и Деми Мур подала заявление на развод, который состоялся в 2013 году.
С 2012 года встречался с актрисой Милой Кунис. 1 октября 2014 года у пары родилась дочь Уайатт Изабель. В марте 2015 года Мила Кунис рассказала, что официально вышла замуж за Эштона Кутчера. 15 июня 2016 года стало известно, что супруги ожидают появления своего второго ребёнка.
30 ноября 2016 родился сын Димитрий Портвуд Кутчер.

### Взгляды, увлечения

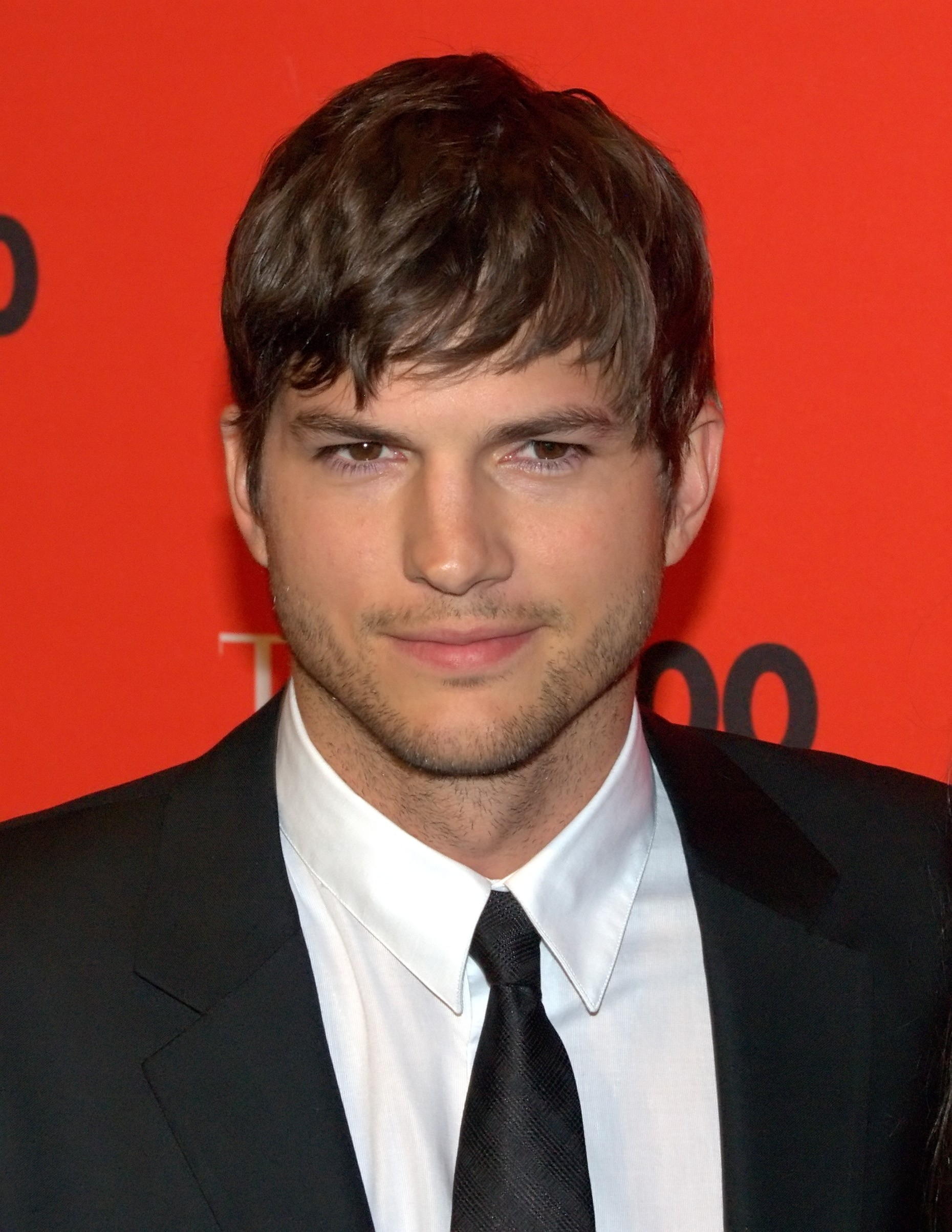
Эштон Кутчер в 2010 году

В октябре 2010 года Эштон Кутчер и Деми Мур в Израиле встретились с главой Центра каббалы — раввином Егудой Бергом (англ. Yehuda Berg).
Кутчер вложил средства в итальянский ресторан Dolce и является его совладельцем вместе с Дэнни Мастерсоном и Уилмером Вальдеррамой. Кроме того, Эштон является владельцем оформленных в японском стиле ресторанов под названием Geisha House в Атланте и Лос-Анджелесе.
Кутчер является фанатом таких спортивных команд, как Iowa Hawkeyes, Chicago Bears и «Челси».
По признанию самого актёра, он сторонник госэкономики, а также социального либерализма.
17 сентября 2008 года ему присудили почётную должность ассистента тренера футбольной команды школы Harvard-Westlake в Лос-Анджелесе, но из-за съёмок в фильме «Бабник» в 2009 году актёр не смог выполнить возложенные на него обязанности.
Эштон Кутчер вместе с женой Милой Кунис поддержали Украину в период вторжения России на Украину. Они собрали 35 миллионов долларов и отправили их на помощь украинским беженцам.

### Инвестирование
Участник фонда A-Grade Investments, инвестировал в следующие компании: Skype, Airbnb, Spotify, Pinterest, Shazam, Warby Parker, Zenefits, Flipboard, Change.org и Duolingo.

## Фильмография
| Год       |     | Русское название                        | Оригинальное название              | Роль                 |
| --------- | --- | --------------------------------------- | ---------------------------------- | -------------------- |
| 1998—2006 | с   | Шоу 70-х                                | That '70s Show                     | Майкл Келсо          |
| 1999      | ф   | Скоро                                   | Coming Soon                        | Луи                  |
| 2000      | ф   | Только ты и я                           | Down to You                        | Джим Моррисон        |
| 2000      | ф   | Азартные игры                           | Reindeer Games                     | Студент              |
| 2000      | ф   | Где моя тачка, чувак?                   | Dude, Where’s My Car?              | Джесс Монтгомери III |
| 2001      | с   | Журнал мод                              | Just Shoot Me!                     | Дин Кассиди          |
| 2001      | ф   | Техасские рейнджеры                     | Texas Rangers                      | Джордж Дарем         |
| 2002      | с   | Привязанный к жизни                     | Grounded for Life                  | дядя Скотт           |
| 2003      | ф   | Молодожёны                              | Just Married                       | Том Лизак            |
| 2003      | ф   | Дочь моего босса                        | My Boss’s Daughter                 | Том Стэнсфилд        |
| 2003      | ф   | Оптом дешевле                           | Cheaper By The Dozen               | Хэнк                 |
| 2004      | ф   | Эффект бабочки                          | The Butterfly Effect               | Эван Трэборн         |
| 2005      | ф   | Угадай, кто?                            | Guess Who?                         | Саймон Грин          |
| 2005      | ф   | Больше, чем любовь                      | A Lot Like Love                    | Оливер Мартин        |
| 2002—2006 | мс  | Робоцып                                 | Robot Chicken                      | Блитцен              |
| 1998—2006 | с   | Шоу 70-х                                | That '70s Show                     | Майкл Келсо          |
| 2006      | ф   | Бобби                                   | Bobby                              | Фишер                |
| 2006      | ф   | Спасатель                               | The Guardian                       | Джейк Фишер          |
| 2006      | мф  | Сезон охоты                             | Open Season                        | Эллиот               |
| 2006      | мф  | Буг и Элиот: Полуночный булочный пробег | Boog and Elliot’s Midnight Bun Run | Эллиот               |
| 2008      | с   | Девушка-наставник                       | Miss Guided                        | Бо                   |
| 2008      | ф   | Однажды в Вегасе                        | What Happens in Vegas              | Джек Фуллер          |
| 2009      | ф   | Бабник                                  | Spread                             | Никки Харпер         |
| 2009      | ф   | Личное                                  | Personal Effects                   | Уолтер               |
| 2010      | ф   | День Святого Валентина                  | Valentine’s Day                    | Рид Беннет           |
| 2010      | ф   | Братская справедливость                 | Brother's Justice                  | камео                |
| 2010      | ф   | Киллеры                                 | Killers                            | Спенсер Эймс         |
| 2011      | ф   | Больше чем секс                         | No Strings Attached                | Адам Франклин        |
| 2011—2015 | с   | Два с половиной человека                | Two and a Half Men                 | Уолден Шмидт         |
| 2011      | ф   | Старый Новый год                        | New Year's Eve                     | Рэнди                |
| 2013      | ф   | Джобс: Империя соблазна                 | Jobs                               | Стив Джобс           |
| 2013      | с   | Мужики за работой                       | Men at Work                        | Эрик                 |
| 2014      | ф   | Энни                                    | Annie                              | Саймон               |
| 2014      | док | Человек, который спас мир               | The Man Who Saved the World        | камео                |
| 2014—2020 | с   | Ранчо                                   | Colt Reagan Bennett                | Кольт Беннет         |
| 2016      | мс  | Гриффины                                | Family Guy                         | камео                |
| 2017      | док | Король                                  | The King                           | в роли самого себя   |
| 2017      | с   | Холостячка                              | The Bachelorette                   | камео                |
| 2021—2022 | мс  | Укуренные котики                        | Stoner cats                        | Бакстер              |
| 2022      | с   | Пацаны                                  | The Boys                           | Хирогазм             |
| 2022      | ф   | Месть                                   | Vengeance                          | Квентин Селлерс      |
| 2023      | ф   | К тебе или ко мне?                      | Your Place or Mine                 | Питер                |
| 2023      | с   | Шоу 90-х                                | That '90s Show                     | Майкл Келсо          |
|           | ф   | Долгий дом                              | The Long Home                      | Натан Винер-старший  |

## Награды
Kid’s Choice Awards:
- 2004: Любимый актёр за фильмы «Молодожёны», «Дочь моего босса» и «Оптом дешевле» (номинация)
- 2004: Любимый актёр телевидения за шоу «Подстава» и сериал «Шоу 1970-х» (выиграл)
- 2005: Любимый актёр телевидения за шоу «Подстава» и сериал «Шоу 1970-х» (номинация)
- 2007: Лучший голос в мультфильме (номинация)

People's Choice Award:
- 2010: Любимая интернет-знаменитость (выиграл)

Las Vegas Film Critics Society Award:
- 2000: Лучшее исполнение мужской роли актёром-новичком в фильме «Где моя тачка, чувак?» (номинация)

MTV Movie Awards:
- 2001: Роль-прорыв в фильме «Где моя тачка, чувак?» (номинация)

Teen Choice Awards:
- 2010: Лучшее исполнение мужской роли в фильме «День Святого Валентина» (выиграл)

Кроме того, Кутчер четырежды (в 2003, в 2004, в 2005 и в 2006 годах) получал премию Teen Choice Awards. В 2006 году совместно с труппой получил награду Голливудского кинофестиваля за фильм «Бобби».
Твиттер-аккаунт Кутчера — один из самых популярных в мире. Он первым среди пользователей сервиса набрал 1 000 000 читателей (по состоянию на 21.06.2012 их более 11 139 800). Его никнейм «@aplusk» — означает Ashton plus (плюс) Kutcher.